# 諾德巴赫河
52°15′5.89″N 8°31′39.25″E / 52.2516361°N 8.5275694°E

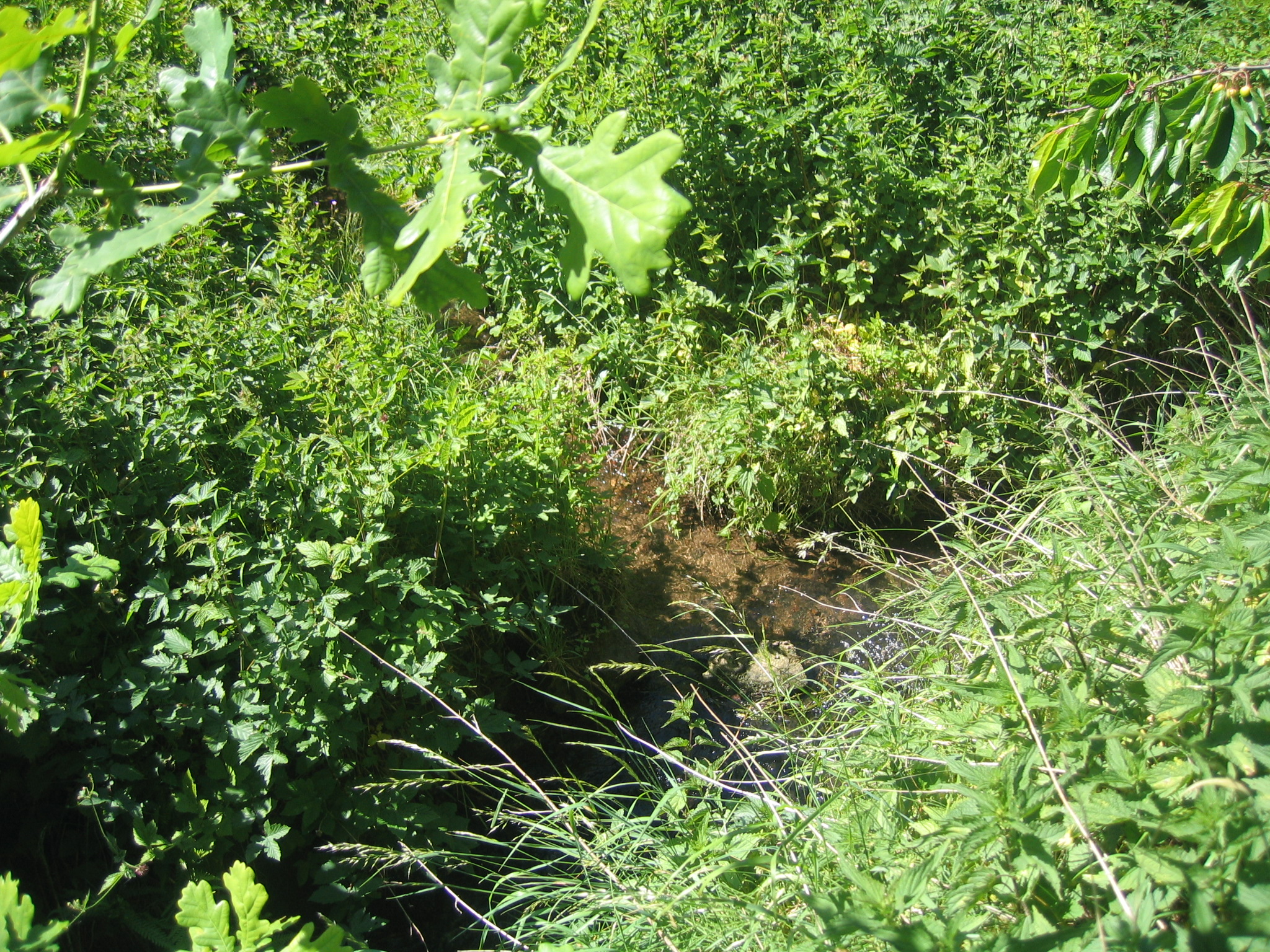

諾德巴赫河（德語：Nordbach），是德國的河流，位於該國西部，處於北萊茵-威斯特法倫州，屬於大奧厄河的左支流，河道全長1.7公里，河畔城鎮有勒丁豪森。